# 完美的Gu字音
《完美的Gu字音》（日语：完璧ぐ〜のね）是走廊奔跑隊的第3張單曲。2009年11月11日由波麗佳音發售。

## 概要
- CD的收錄曲的所有形式是共通。
- 初回限定盤的DVD是由不同的內容構成。還有，夾克寫真亦各自不同。
- 與前作、前前作同様，PV本編的單曲CD沒被收錄在付屬DVD。
- 收集用卡片的號碼是從首張登台單曲的號碼。
- 《完美的Gu字音》的合唱是舊Team B的片山陽加、田名部生来、中塚智實、仲谷明香、米澤瑠美参加。
- CW第3首曲目的《風的小提琴》是渡邊麻友的獨唱樂曲。

## 收錄内容

### 通常盤
1. 《完美的Gu字音》（完璧ぐ～のね）
作詞：秋元康、作曲：藤本貴則、編曲：KnocKout
  - 東京電視台系電視動畫『FAIRY TAIL』主題曲
  - 東京電視台『アニソンぷらす』10月度主題曲
2. 《冒險etc》（冒険エトセトラ）
作詞：秋元康、作曲：QuinN、編曲：船山基紀
  - 網路遊戲「GRAND FANTASIA」主題曲
3. 《風的小提琴》（風のバイオリン）
作詞：秋元康、作曲：渡邊卓、編曲：安部潤、歌：渡邊麻友
4. 《完美的Gu字音》（純配樂版）
5. 《冒險etc》 （純配樂版）
6. 《風的小提琴》 （純配樂版）

特典
- 獎金活動應募参加券D
- 握手参加券
- 原作收集用卡片3種（37・38・39）的1枚封入

### 初回限定盤A 走廊奔跑隊 PREMIUM
1. 《完美的Gu字音》
2. 《冒險etc》
3. 《風的小提琴》
4. 《完美的Gu字音》（純配樂版）
5. 《冒險etc》（純配樂版）
6. 《風的小提琴》（純配樂版）

DVD
- シャッフルしても4人は仲良しPart1

特典
- 獎金活動應募参加券A
- 握手参加券
- 原作收集用卡片3種（28・29・30）的1枚封入

### 初回限定盤B FAIRY TAIL PREMIUM
1. 《完美的Gu字音》
2. 《冒險etc》
3. 《風的小提琴》
4. 《完美的Gu字音》（純配樂版）
5. 《冒險etc》（純配樂版）
6. 《風的小提琴》（純配樂版）

DVD
- シャッフルしても4人は仲良しPart2

特典
- 獎金活動應募参加券B
- 握手参加券
- 原作收集用卡片3種（31・32・33）的1枚封入

### 初回限定盤C GRAND FANTASIA PREMIUM
1. 《完美的Gu字音》
2. 《冒險etc》
3. 《風的小提琴》
4. 《完美的Gu字音》（純配樂版）
5. 《冒險etc》（純配樂版）
6. 《風的小提琴》（純配樂版）

DVD
- シャッフルしても4人は仲良しPart3

特典
- 獎金活動應募参加券C
- 握手参加券
- 原作收集用卡片3種（34・35・36）的1枚封入
- 「Grand Fantasia」遊戲内項目「Grand Fantasia」×「走廊奔跑隊」的獎金券

## 完美的Gu字音（單曲DVD）
2009年11月11日發售的走廊奔跑隊的3rd單曲DVD。

### 收錄内容
1. 《完美的Gu字音》（Music Video）
2. 《完美的Gu字音》（Music Video其他版本）

特典
- 獎金活動参加應募専用明信片
- 原作收集用卡片3種（40・41・42）的1枚封入

## 外部連結
- 官方頁面（波麗佳音）（日語）